# Vevey-Montreux-Chillon-Villeneuve
Les Transports publics Vevey-Montreux-Chillon-Villeneuve (VMCV) sont une entreprise suisse de transport en commun, basée à Clarens (commune de Montreux), dans le canton de Vaud. Elle s'occupe du transport de passagers dans la région de la Riviera vaudoise ainsi que dans le district fribourgeois de la Veveyse.
Créée sous sa forme actuelle en 2008, la société exploite un réseau de transports centenaire composé d'une ligne de trolleybus et de seize lignes de bus.

## Histoire
Le projet visant à créer un tramway desservant la Riviera vaudoise voit le jour en 1878 et se concrétise dix ans plus tard avec la mise en service du tramway Vevey-Montreux-Chillon en 1888, qui est la première ligne de tramway électrique de Suisse. En 1903, le tramway Chillon-Byron-Villeneuve voit le jour.
Les deux lignes et compagnies sont regroupées en une seule en 1913, la compagnie du tramway électrique Vevey-Montreux-Chillon-Byron-Villeneuve, appartenant à la Société électrique Vevey-Montreux.
Les autobus font leur apparition en 1927 avec le lancement de la ligne de Montreux (devenue ligne 5) suivie en 1932 par celle desservant Vevey (devenue ligne 2).
Dans les années 1930, le vieillissement de la ligne de tramway et le développement de l'automobile pousse la compagnie à étudier son remplacement par une ligne de trolleybus, projet repoussé à cause de la Seconde Guerre mondiale et qui vit le jour de façon progressive entre 1955 et 1958. Une troisième ligne d'autobus voit le jour à Blonay (devenue ligne 14) en 1956.
La suppression du tronçon Saint-Légier - Châtel-Saint-Denis des Chemins de fer électriques veveysans en 1969 est compensée par la création de lignes de bus, numérotées par la suite de 11 à 13.
En 1974, la ligne d'autobus de La Tour-de-Peilz (devenue ligne 3) voit le jour, suivie en 1977 par la ligne reliant Montreux à Chailly (devenue ligne 4).
En 1989, le réseau se dote de bus à plancher bas puis reconstruit son dépôt l'année suivante. En 1994 le réseau renouvelle entièrement sa signalétique (arrêts, distributeurs, etc.), met en place un zonage tarifaire et renouvelle sa flotte de trolleybus l'année suivante.
En 1995, les trolleybus de première génération sont remplacés par de nouveaux trolleybus à plancher surbaissé, les Van Hool AG300 T.
En 1998, le service nocturne Le Bus du Petit-Prince voit le jour et le renouvellement de la flotte s'accentue en 2002 avec la livraison de nouveaux bus à plancher bas. En 2006, la numérotation des zones tarifaires est revue en prévision de l'entrée du réseau dans Mobilis Vaud.
Le réseau, historiquement exploité par la Société électrique Vevey-Montreux (SEVM), filiale de Romande Energie, l'est depuis 2008 et la scission de la compagnie par VMCV SA, une société anonyme créée pour l'occasion,.
Deux nouvelles lignes voient le jour en 2008 : les lignes 6 (Montreux-Les Planches) et 7 (La Tour-de-Peilz-Chailly-Blonay).
Le 12 décembre 2010, le réseau rejoint la communauté tarifaire Mobilis Vaud, les lignes 1 à 14 sont renumérotées 201 à 214 afin de ne pas créer de doublons de numéros au sein de la communauté.
Le 12 décembre 2012, la ligne 210 (Villeneuve-Gare - Centres commerciaux) est créée.
Le 11 décembre 2016, la ligne 204 est modifiée et les lignes 208 (La Tour-de-Peilz-Chailly-Fontanivent-Blonay) et 215 (Vevey-St-Légier) voient le jour.
Le 9 décembre 2017, la branche vers Bossonnens de la ligne 213 devient la ligne 216, la 213 reste majoritairement exploitée par les Transports publics fribourgeois,, dans le cadre d'une sous-traitance. En même temps, la ligne 209, entre la gare de Vevey et les hauteurs de la Tour-de-Peilz, est créée.
Le 26 août 2019, la ligne de trolleybus 201 est prolongée de la gare de Villeneuve jusqu'à Rennaz pour desservir le nouvel Hôpital Riviera-Chablais (HRC).
Le 11 décembre 2022, l'offre de transports sur le réseau régional du secteur "Veveyse-Riviera" est considérablement augmentée avec une refonte de l'offre des lignes 213 et 216 ainsi que la création d'une ligne 217 reliant Vevey à Palézieux. La ligne 481 des Transports publics fribourgeois est également restructurée à cette occasion.
Le 14 décembre 2024, une nouvelle ligne régionale 218 est créée entre Vevey et Chexbres en passant par Corseaux. Cette nouvelle ligne constitue une mesure compensatoire à la suppression de la desserte des haltes ferroviaires de Vevey-Funi et Corseaux-Cornalles par la ligne R7 du RER Vaud.

## Entreprise exploitante[12]

### Organisation
Depuis 2008, le réseau VMCV est exploité par VMCV SA, une société anonyme basée à Clarens et dont les actionnaires sont des communes de la Riviera vaudoise :
- Montreux : 32,83 %
- Vevey : 23,99 %
- La Tour-de-Peilz : 14,85 %
- Blonay : 7,64 %
- Saint-Légier-La Chiésaz : 6,30 %
- Corsier-sur-Vevey : 4,43 %
- Chardonne : 3,89 %
- Corseaux : 2,94 %
- Jongny : 1,99 %
- Veytaux : 1,14 %

L'entreprise est dirigée par un conseil d'administration, composé de membres désignés par les communes actionnaires. Les décisions du conseil d'administration sont mises en application par un collège de direction de sept membres : la directrice et 6 autres Responsables de département : Finances & Controlling, Stratégie & Planification, Exploitation, Technique & Infrastructures, Relation client & Services centraux, Ressources humaines.

### Effectifs
En 2021, VMCV SA a assuré ses activités grâce à un effectif moyen de 197,7 EPT, réalisant 57 métiers différents.
En outre, l'entreprise dispose de 5 places d'apprentissage.

### Financement des prestations
Le réseau des VMCV est composé de 13 lignes urbaines (202 à 212 ainsi que 215), de 4 lignes régionales (213, 216, 217 et 218) ainsi que d'une ligne à financement mixte (ligne 201 considérée comme urbaine de Vevey à Villeneuve et régionale de Villeneuve à Rennaz).
Les lignes urbaines sont principalement financées par les communes desservies. À ce titre, celles-ci fixent les objectifs de desserte et commandent une offre de transport annuelle définie en concertation avec VMCV SA et viennent couvrir le déficit d'exploitation. En contrepartie du financement, ces communes attendent un travail proportionnel à leur engagement, passant par une bonne desserte, des prix le plus proche possible des frais, et une qualité de service optimale ; inversement, VMCV SA attend un engagement égal aux demandes.
Les lignes régionales sont financées principalement par les cantons desservis ainsi que par la Confédération. L'offre de transport y est définie en concertation entre les cantons et VMCV SA pour une période biannuelle. L'entreprise de transport établit ensuite une offre financière, qui est validée par les cantons. Celle-ci définit un taux de couverture des coûts par les recettes. Si les recettes sont supérieures aux prévisions, le surplus est conservé par l'entreprise dans un compte dit de "réserve TRV (Trafic Régional Voyageurs)". Si les recettes sont inférieures aux prévisions, l'entreprise doit puiser dans le compte de "réserve TRV" pour couvrir les coûts.

## Réseau
Le réseau des VMCV dessert les 10 communes actionnaires de l'entreprise ainsi que 9 autres communes (Attalens, Bossonnens, Châtel-Saint-Denis, Granges, Noville, Oron, Remaufens, Rennaz et Villeneuve). Il est composé d'une ligne de trolleybus (201) et de seize lignes d'autobus (202 - 213 et 215 - 218) d'une longueur totale de près de 90 km, qui desservent quelque 400 arrêts. En 2019, les VMCV ont transporté près de 10 millions de voyageurs, dont 57% sur la ligne la plus fréquentée, la 201.

### Lignes

#### Ligne de trolleybus
| Ligne | Caractéristiques | Caractéristiques                     | Caractéristiques                     | Caractéristiques                     | Caractéristiques                     | Caractéristiques                              | Caractéristiques                         | Caractéristiques                     | Caractéristiques                     |
| 201   | Vevey, funiculaire ⥋ Rennaz, village | Vevey, funiculaire ⥋ Rennaz, village | Vevey, funiculaire ⥋ Rennaz, village | Vevey, funiculaire ⥋ Rennaz, village | Vevey, funiculaire ⥋ Rennaz, village | Vevey, funiculaire ⥋ Rennaz, village          | Vevey, funiculaire ⥋ Rennaz, village     | Vevey, funiculaire ⥋ Rennaz, village | Vevey, funiculaire ⥋ Rennaz, village |
| ----- | --- | ------------------------------------ | ------------------------------------ | ------------------------------------ | ------------------------------------ | --------------------------------------------- | ---------------------------------------- | ------------------------------------ | ------------------------------------ |
| 201   | Ouverture / Fermeture 18 avril 1957 / — | Longueur 15,3 km                     | Durée 51 min                         | Nb. d’arrêts 47                      | Matériel ExquiCity 18T               | Jours de fonctionnement L, Ma, Me, J, V, S, D | Jour / Soir / Nuit / Fêtes O / O / N / O | Voy. / an 5 554 805                  | Exploitant VMCV                      |
| 201   | Desserte : - Localités et lieux desservis : Vevey (funiculaire, gare, vieille ville, lieu dit Entre-Deux-Villes), La Tour-de-Peilz (château, gymnase de Burier), Clarens, Montreux (2m2c, marché couvert, statue de Freddie Mercury), Territet (gare, funiculaire), Veytaux (gare, Château de Chillon), Villeneuve (gare), Noville et Rennaz (Hôpital Riviera-Chablais). - Gares desservies : Vevey-Funi, Vevey, La Tour-de-Peilz (depuis l'arrêt La Tour-de-Peilz, centre), Burier (depuis l'arrêt La Tour-de-Peilz, Burier), Clarens (depuis l'arrêt Clarens, Gambetta), Montreux (depuis l'arrêt Montreux, Escaliers de la Gare), Territet, Veytaux-Chillon, Villeneuve VD. |                                      |                                      |                                      |                                      |                                               |                                          |                                      |                                      |
| 201   | Autre : - Zones traversées : 70, 73, 77. - Amplitudes horaires : La ligne fonctionne du lundi au jeudi de 5 h 4 à 1 h 2, les vendredis de 5 h 4 à 1 h 15, les samedis de 5 h 19 à 1 h 15 et les dimanches et fêtes de 5 h 13 à 0 h 23 (selon l'horaire 2023). - Particularités : - à l'arrivée au terminus Rennaz, village, le véhicule continue immédiatement dans la direction opposée, puis effectue sa temporisation à l'arrêt Rennaz, hôpital ; - des services partiels sont assurés depuis ou jusqu'à Clarens, dépôt VMCV vers Vevey, funiculaire ainsi que depuis ou jusqu'à Clarens, centre vers Rennaz, village : il s'agit de services sortant ou rentrant du dépôt, essentiellement en début et fin de service. - Histoire : - La ligne 201 portait le numéro 1 avant le 12 décembre 2010. - Le prolongement de la ligne 201 de Villeneuve VD, gare à Rennaz, village a été mis en service le 26 août 2019. - Date de dernière mise à jour : 25 décembre 2024. |                                      |                                      |                                      |                                      |                                               |                                          |                                      |                                      |
| 201   | Dernière actualisation : — |                                      |                                      |                                      |                                      |                                               |                                          |                                      |                                      |

#### Lignes d'autobus urbaines
| Ligne | Caractéristiques | Caractéristiques                                                       | Caractéristiques                                                       | Caractéristiques                                                       | Caractéristiques                                                       | Caractéristiques                                                       | Caractéristiques                                                       | Caractéristiques                                                       | Caractéristiques                                                       |
| 202   | Vevey, Pra ⥋ Vevey, Charmontey | Vevey, Pra ⥋ Vevey, Charmontey                                         | Vevey, Pra ⥋ Vevey, Charmontey                                         | Vevey, Pra ⥋ Vevey, Charmontey                                         | Vevey, Pra ⥋ Vevey, Charmontey                                         | Vevey, Pra ⥋ Vevey, Charmontey                                         | Vevey, Pra ⥋ Vevey, Charmontey                                         | Vevey, Pra ⥋ Vevey, Charmontey                                         | Vevey, Pra ⥋ Vevey, Charmontey                                         |
| ----- | --- | ---------------------------------------------------------------------- | ---------------------------------------------------------------------- | ---------------------------------------------------------------------- | ---------------------------------------------------------------------- | ---------------------------------------------------------------------- | ---------------------------------------------------------------------- | ---------------------------------------------------------------------- | ---------------------------------------------------------------------- |
| 202   | Ouverture / Fermeture 1932 / — | Longueur 5,3 km                                                        | Durée 21 min                                                           | Nb. d’arrêts 24                                                        | Matériel Citywide LF 12 m New A300                                     | Jours de fonctionnement L, Ma, Me, J, V, S, D                          | Jour / Soir / Nuit / Fêtes O / O / N / O                               | Voy. / an 1 052 694                                                    | Exploitant VMCV                                                        |
| 202   | Desserte : - Localité et lieux desservis : Vevey (gare, vieille ville, Hôpital du Samaritain). - Gare desservie : Vevey. |                                                                        |                                                                        |                                                                        |                                                                        |                                                                        |                                                                        |                                                                        |                                                                        |
| 202   | Autre : - Zone traversée : 70. - Amplitudes horaires : La ligne fonctionne du lundi au vendredi de 5 h 51 à 0 h 10, les samedis de 6 h 16 à 0 h 10 et les dimanches et fêtes de 6 h 41 à 23 h 39 (selon l'horaire 2023). - Particularité : à l'arrivée au terminus Vevey, Charmontey, le véhicule continue immédiatement dans la direction opposée (la temporisation est effectuée uniquement au terminus Vevey, Pra) afin de permettre aux voyageurs montant ou descendant aux arrêts intermédiaires de la boucle de rester à bord. - Histoire : La ligne 202 portait le numéro 2 avant le 12 décembre 2010. - Date de dernière mise à jour : 25 décembre 2024. |                                                                        |                                                                        |                                                                        |                                                                        |                                                                        |                                                                        |                                                                        |                                                                        |
| 202   | Dernière actualisation : — |                                                                        |                                                                        |                                                                        |                                                                        |                                                                        |                                                                        |                                                                        |                                                                        |
| 203   | La Tour-de-Peilz, centre ⥋ La Tour-de-Peilz, Crausaz | La Tour-de-Peilz, centre ⥋ La Tour-de-Peilz, Crausaz                   | La Tour-de-Peilz, centre ⥋ La Tour-de-Peilz, Crausaz                   | La Tour-de-Peilz, centre ⥋ La Tour-de-Peilz, Crausaz                   | La Tour-de-Peilz, centre ⥋ La Tour-de-Peilz, Crausaz                   | La Tour-de-Peilz, centre ⥋ La Tour-de-Peilz, Crausaz                   | La Tour-de-Peilz, centre ⥋ La Tour-de-Peilz, Crausaz                   | La Tour-de-Peilz, centre ⥋ La Tour-de-Peilz, Crausaz                   | La Tour-de-Peilz, centre ⥋ La Tour-de-Peilz, Crausaz                   |
| 203   | Ouverture / Fermeture 1974 / — | Longueur 2,6 km                                                        | Durée 9 min                                                            | Nb. d’arrêts 18                                                        | Matériel Citywide LF 10,9 m New A330N CNG                              | Jours de fonctionnement L, Ma, Me, J, V, S, D                          | Jour / Soir / Nuit / Fêtes O / O / N / O                               | Voy. / an 172 884                                                      | Exploitant VMCV                                                        |
| 203   | Desserte : - Localité et lieu desservis : La Tour-de-Peilz (château). - Gare desservie : La Tour-de-Peilz (depuis les arrêts La Tour-de-Peilz, centre et La Tour-de-Peilz, Bel-Air). |                                                                        |                                                                        |                                                                        |                                                                        |                                                                        |                                                                        |                                                                        |                                                                        |
| 203   | Autre : - Zone traversée : 70. - Amplitudes horaires : La ligne fonctionne du lundi au jeudi de 6 h 25 à 20 h 17, les vendredis de 6 h 25 à 23 h 17, les samedis de 7 h 55 à 23 h 17 et les dimanches et fêtes de 9 h 25 à 18 h 47 (selon l'horaire 2023). - Particularités : - la ligne 203 est une ligne circulaire, circulant uniquement dans le sens des aiguilles d'une montre ; - à l'arrivée au terminus La Tour-de-Peilz, Crausaz, le véhicule continue immédiatement dans la direction opposée (la temporisation est effectuée uniquement au terminus La Tour-de-Peilz, centre) afin de permettre aux voyageurs de rester à bord. - Histoire : La ligne 203 portait le numéro 3 avant le 12 décembre 2010. - Date de dernière mise à jour : 25 décembre 2024. |                                                                        |                                                                        |                                                                        |                                                                        |                                                                        |                                                                        |                                                                        |                                                                        |
| 203   | Dernière actualisation : — |                                                                        |                                                                        |                                                                        |                                                                        |                                                                        |                                                                        |                                                                        |                                                                        |
| 204   | Montreux, casino ⥋ Chailly-Montreux, Chailly P+R | Montreux, casino ⥋ Chailly-Montreux, Chailly P+R                       | Montreux, casino ⥋ Chailly-Montreux, Chailly P+R                       | Montreux, casino ⥋ Chailly-Montreux, Chailly P+R                       | Montreux, casino ⥋ Chailly-Montreux, Chailly P+R                       | Montreux, casino ⥋ Chailly-Montreux, Chailly P+R                       | Montreux, casino ⥋ Chailly-Montreux, Chailly P+R                       | Montreux, casino ⥋ Chailly-Montreux, Chailly P+R                       | Montreux, casino ⥋ Chailly-Montreux, Chailly P+R                       |
| 204   | Ouverture / Fermeture 1977 / — | Longueur 4,3 km                                                        | Durée 18 min                                                           | Nb. d’arrêts 16                                                        | Matériel Citywide LF 12 m New A300                                     | Jours de fonctionnement L, Ma, Me, J, V, S, D                          | Jour / Soir / Nuit / Fêtes O / O / N / O                               | Voy. / an 1 027 786                                                    | Exploitant VMCV                                                        |
| 204   | Desserte : - Localités et lieux desservis : Montreux (marché couvert, statue de Freddie Mercury, gare, 2m2c), Clarens (gare), Chailly-Montreux (stade de la Saussaz, P+R). - Gares desservies : Montreux, Clarens. |                                                                        |                                                                        |                                                                        |                                                                        |                                                                        |                                                                        |                                                                        |                                                                        |
| 204   | Autre : - Zone traversée : 73. - Amplitudes horaires : La ligne fonctionne du lundi au jeudi de 5 h 49 à 23 h 24, les vendredis de 5 h 49 à 23 h 47, les samedis de 5 h 55 à 23 h 47 et les dimanches et fêtes de 6 h 52 à 23 h 24 (selon l'horaire 2023). - Particularités : - à l'arrivée au terminus Montreux, casino, le véhicule continue immédiatement dans la direction opposée (la temporisation est effectuée uniquement au terminus Chailly-Montreux, Chailly P+R) afin de permettre aux voyageurs montant à Montreux, av. Nestlé ou descendant à Montreux, La Paix de rester à bord ; - des services partiels sont assurés depuis ou jusqu'à Clarens, Gambetta, il s'agit de services sortant ou rentrant du dépôt, essentiellement en début et fin de service ; - le vendredi et le samedi soir, le départ de Montreux, casino à 22 h 31 continue après Chailly-Montreux sur la ligne 208 en direction de Blonay. - Histoire : - La ligne 204 portait le numéro 4 avant le 12 décembre 2010. - L'itinéraire et l'offre de la ligne 204 ont été entièrement restructurés le 11 décembre 2016. - Date de dernière mise à jour : 25 décembre 2024. |                                                                        |                                                                        |                                                                        |                                                                        |                                                                        |                                                                        |                                                                        |                                                                        |
| 204   | Dernière actualisation : — |                                                                        |                                                                        |                                                                        |                                                                        |                                                                        |                                                                        |                                                                        |                                                                        |
| 205   | Montreux, casino ⥋ Montreux, Le Taux | Montreux, casino ⥋ Montreux, Le Taux                                   | Montreux, casino ⥋ Montreux, Le Taux                                   | Montreux, casino ⥋ Montreux, Le Taux                                   | Montreux, casino ⥋ Montreux, Le Taux                                   | Montreux, casino ⥋ Montreux, Le Taux                                   | Montreux, casino ⥋ Montreux, Le Taux                                   | Montreux, casino ⥋ Montreux, Le Taux                                   | Montreux, casino ⥋ Montreux, Le Taux                                   |
| 205   | Ouverture / Fermeture 1927 / — | Longueur 2,4 km                                                        | Durée 11 min                                                           | Nb. d’arrêts 12                                                        | Matériel Citywide LF 10,9 m New A330N CNG                              | Jours de fonctionnement L, Ma, Me, J, V, S, D                          | Jour / Soir / Nuit / Fêtes O / O / N / O                               | Voy. / an 345 876                                                      | Exploitant VMCV                                                        |
| 205   | Desserte : - Localité et lieux desservis : Montreux (marché couvert, statue de Freddie Mercury, gare). - Gares desservies : Montreux, Vuarennes. |                                                                        |                                                                        |                                                                        |                                                                        |                                                                        |                                                                        |                                                                        |                                                                        |
| 205   | Autre : - Zone traversée : 73. - Amplitudes horaires : La ligne fonctionne du lundi au samedi de 6 h 30 à 22 h 2 et les dimanches et fêtes de 9 h 12 à 20 h 35 (selon l'horaire 2023). - Particularités : - les lignes 205 et 206 sont exploitées en interlignage ; - à l'arrivée au terminus Montreux, casino, le véhicule continue immédiatement sur la ligne 206 en direction de Montreux, Les Planches (pour ces deux lignes, la temporisation est effectuée uniquement au terminus Montreux, Le Taux) afin de permettre aux voyageurs de rester à bord ; - en soirée ainsi que les dimanches et fêtes, la desserte des lignes 205 et 206 s'effectue de manière combinée par le même véhicule : Montreux, casino - Montreux, Le Taux - Montreux, rue de la Gare - Montreux, Les Planches - Montreux, casino. - Histoire : La ligne 205 portait le numéro 5 avant le 12 décembre 2010. - Date de dernière mise à jour : 25 décembre 2024. |                                                                        |                                                                        |                                                                        |                                                                        |                                                                        |                                                                        |                                                                        |                                                                        |
| 205   | Dernière actualisation : — |                                                                        |                                                                        |                                                                        |                                                                        |                                                                        |                                                                        |                                                                        |                                                                        |
| 206   | Montreux, casino ⥋ Montreux, Les Planches | Montreux, casino ⥋ Montreux, Les Planches                              | Montreux, casino ⥋ Montreux, Les Planches                              | Montreux, casino ⥋ Montreux, Les Planches                              | Montreux, casino ⥋ Montreux, Les Planches                              | Montreux, casino ⥋ Montreux, Les Planches                              | Montreux, casino ⥋ Montreux, Les Planches                              | Montreux, casino ⥋ Montreux, Les Planches                              | Montreux, casino ⥋ Montreux, Les Planches                              |
| 206   | Ouverture / Fermeture 2008 / — | Longueur 1,6 km                                                        | Durée 8 min                                                            | Nb. d’arrêts 14                                                        | Matériel Citywide LF 10,9 m New A330N CNG                              | Jours de fonctionnement L, Ma, Me, J, V, S, D                          | Jour / Soir / Nuit / Fêtes O / O / N / O                               | Voy. / an 212 269                                                      | Exploitant VMCV                                                        |
| 206   | Desserte : - Localité et lieux desservis : Montreux (marché couvert, statue de Freddie Mercury, gare, théâtre Montreux Riviera). - Gares desservies : Montreux, Montreux-Les Planches. |                                                                        |                                                                        |                                                                        |                                                                        |                                                                        |                                                                        |                                                                        |                                                                        |
| 206   | Autre : - Zone traversée : 73. - Amplitudes horaires : La ligne fonctionne du lundi au samedi de 6 h 35 à 22 h 2 et les dimanches et fêtes de 9 h 12 à 20 h 35 (selon l'horaire 2023). - Particularités : - les lignes 205 et 206 sont exploitées en interlignage ; - à l'arrivée au terminus Montreux, casino, le véhicule continue immédiatement sur la ligne 205 en direction de Montreux, Le Taux (pour ces deux lignes, la temporisation est effectuée uniquement au terminus Montreux, Le Taux) afin de permettre aux voyageurs de rester à bord ; - en soirée ainsi que les dimanches et fêtes, la desserte des lignes 205 et 206 s'effectue de manière combinée par le même véhicule : Montreux, casino - Montreux, Le Taux - Montreux, rue de la Gare - Montreux, Les Planches - Montreux, casino. - Histoire : La ligne 206 portait le numéro 6 avant le 12 décembre 2010. - Date de dernière mise à jour : 25 décembre 2024. |                                                                        |                                                                        |                                                                        |                                                                        |                                                                        |                                                                        |                                                                        |                                                                        |
| 206   | Dernière actualisation : — |                                                                        |                                                                        |                                                                        |                                                                        |                                                                        |                                                                        |                                                                        |                                                                        |
| 207   | Vevey, Entre-Deux-Villes ⥋ Blonay, gare | Vevey, Entre-Deux-Villes ⥋ Blonay, gare                                | Vevey, Entre-Deux-Villes ⥋ Blonay, gare                                | Vevey, Entre-Deux-Villes ⥋ Blonay, gare                                | Vevey, Entre-Deux-Villes ⥋ Blonay, gare                                | Vevey, Entre-Deux-Villes ⥋ Blonay, gare                                | Vevey, Entre-Deux-Villes ⥋ Blonay, gare                                | Vevey, Entre-Deux-Villes ⥋ Blonay, gare                                | Vevey, Entre-Deux-Villes ⥋ Blonay, gare                                |
| 207   | Ouverture / Fermeture 2008 / — | Longueur 8,6 km                                                        | Durée 26 min                                                           | Nb. d’arrêts 22                                                        | Matériel Citywide LF 10,9 m New A330N CNG                              | Jours de fonctionnement L, Ma, Me, J, V, S, D                          | Jour / Soir / Nuit / Fêtes O / N / N / O                               | Voy. / an 124 135                                                      | Exploitant VMCV                                                        |
| 207   | Desserte : - Localités et lieux desservis : Vevey (lieu dit Entre-Deux-Villes), La Tour-de-Peilz (château, gymnase de Burier), Chailly-Montreux (stade de la Saussaz, P+R), Blonay (gare, chemin de fer-musée Blonay-Chamby). - Gares desservies : La Tour-de-Peilz (depuis l'arrêt La Tour-de-Peilz, centre), Blonay. |                                                                        |                                                                        |                                                                        |                                                                        |                                                                        |                                                                        |                                                                        |                                                                        |
| 207   | Autre : - Zones traversées : 70, 73, 74. - Amplitudes horaires : La ligne fonctionne du lundi au vendredi de 5 h 48 à 20 h 14, les samedis de 6 h 30 à 20 h 14 et les dimanches et fêtes de 6 h 59 à 19 h 59 (selon l'horaire 2023). - Particularités : - la desserte des arrêts Blonay, Champsavaux, Blonay, Mottex, Blonay, Novalles, Blonay, Mon Désir et Blonay, Antiquaire s'effectue par une boucle fonctionnant dans le même sens pour les deux directions de la ligne ; - les dimanches et fêtes, les lignes 207 et 208 sont exploitées en interlignage : après l'arrivée au terminus Blonay, gare, le véhicule de la ligne 207 effectue sa prochaine course sur la ligne 208 et vice-versa. - Histoire : La ligne 207 portait le numéro 7 avant le 12 décembre 2010. - Date de dernière mise à jour : 25 décembre 2024. |                                                                        |                                                                        |                                                                        |                                                                        |                                                                        |                                                                        |                                                                        |                                                                        |
| 207   | Dernière actualisation : — |                                                                        |                                                                        |                                                                        |                                                                        |                                                                        |                                                                        |                                                                        |                                                                        |
| 208   | Vevey, Entre-Deux-Villes ⥋ Blonay, gare | Vevey, Entre-Deux-Villes ⥋ Blonay, gare                                | Vevey, Entre-Deux-Villes ⥋ Blonay, gare                                | Vevey, Entre-Deux-Villes ⥋ Blonay, gare                                | Vevey, Entre-Deux-Villes ⥋ Blonay, gare                                | Vevey, Entre-Deux-Villes ⥋ Blonay, gare                                | Vevey, Entre-Deux-Villes ⥋ Blonay, gare                                | Vevey, Entre-Deux-Villes ⥋ Blonay, gare                                | Vevey, Entre-Deux-Villes ⥋ Blonay, gare                                |
| 208   | Ouverture / Fermeture 11 décembre 2016 / — | Longueur 8,3 km                                                        | Durée 31 min                                                           | Nb. d’arrêts 27                                                        | Matériel Citywide LF 10,9 m New A330N CNG                              | Jours de fonctionnement L, Ma, Me, J, V, S, D                          | Jour / Soir / Nuit / Fêtes O / O / N / O                               | Voy. / an 152 711                                                      | Exploitant VMCV                                                        |
| 208   | Desserte : - Localités et lieux desservis : Vevey (lieu dit Entre-Deux-Villes), La Tour-de-Peilz (château, gymnase de Burier), Chailly-Montreux (stade de la Saussaz, P+R), Fontanivent (gare), Brent, Blonay (gare, chemin de fer-musée Blonay-Chamby). - Gares desservies : La Tour-de-Peilz (depuis l'arrêt La Tour-de-Peilz, centre), Fontanivent, Blonay. |                                                                        |                                                                        |                                                                        |                                                                        |                                                                        |                                                                        |                                                                        |                                                                        |
| 208   | Autre : - Zones traversées : 70, 73, 74. - Amplitudes horaires : La ligne fonctionne du lundi au jeudi de 5 h 53 à 20 h 51, les vendredis et samedis de 5 h 53 à 23 h 18 et les dimanches et fêtes de 6 h 28 à 20 h 15 (selon l'horaire 2023). - Particularités : - certaines courses marquent un arrêt de plusieurs minutes à l'arrêt Fontanivent, gare afin d'assurer des correspondances avec la ligne ferroviaire du MOB ; - le vendredi et le samedi soir, le départ de Montreux, casino à 22 h 31 de la ligne 204 continue après Chailly-Montreux sur la ligne 208 en direction de Blonay ; - les dimanches et fêtes, les lignes 207 et 208 sont exploitées en interlignage : après l'arrivée au terminus Blonay, gare, le véhicule de la ligne 207 effectue sa prochaine course sur la ligne 208 et vice-versa. - Histoire : La ligne 208 est née lors de la restructuration du secteur de Chailly-Montreux le 11 décembre 2016. - Date de dernière mise à jour : 25 décembre 2024. |                                                                        |                                                                        |                                                                        |                                                                        |                                                                        |                                                                        |                                                                        |                                                                        |
| 208   | Dernière actualisation : — |                                                                        |                                                                        |                                                                        |                                                                        |                                                                        |                                                                        |                                                                        |                                                                        |
| 209   | La Tour-de-Peilz, Bel-Air ⥋ Vevey, gare | La Tour-de-Peilz, Bel-Air ⥋ Vevey, gare                                | La Tour-de-Peilz, Bel-Air ⥋ Vevey, gare                                | La Tour-de-Peilz, Bel-Air ⥋ Vevey, gare                                | La Tour-de-Peilz, Bel-Air ⥋ Vevey, gare                                | La Tour-de-Peilz, Bel-Air ⥋ Vevey, gare                                | La Tour-de-Peilz, Bel-Air ⥋ Vevey, gare                                | La Tour-de-Peilz, Bel-Air ⥋ Vevey, gare                                | La Tour-de-Peilz, Bel-Air ⥋ Vevey, gare                                |
| 209   | Ouverture / Fermeture 9 décembre 2017 / — | Longueur 3,7 km                                                        | Durée 12 min                                                           | Nb. d’arrêts 10                                                        | Matériel Citywide LF 12 m New A300 Citywide LF 10,9 m New A330N CNG    | Jours de fonctionnement L, Ma, Me, J, V                                | Jour / Soir / Nuit / Fêtes O / N / N / N                               | Voy. / an 9 061                                                        | Exploitant VMCV                                                        |
| 209   | Desserte : - Localités et lieux desservis : La Tour-de-Peilz, Vevey (gare). - Gares desservies : La Tour-de-Peilz (depuis l'arrêt La Tour-de-Peilz, Bel-Air), Vevey. |                                                                        |                                                                        |                                                                        |                                                                        |                                                                        |                                                                        |                                                                        |                                                                        |
| 209   | Autre : - Zone traversée : 70. - Amplitudes horaires : La ligne fonctionne du lundi au vendredi de 5 h 37 à 6 h 49 direction Vevey et de 19 h 2 à 19 h 44 direction La Tour-de-Peilz (selon l'horaire 2023). - Particularités : - la ligne 209 ne propose que 3 courses tôt le matin dans un sens et 2 courses en fin d'après-midi dans l'autre ; - la desserte de la ligne 209 est assurée par des véhicules d'autres lignes lors de leur trajet entre le dépôt de Clarens et Vevey, évitant ainsi un voyage à vide tout en permettant des correspondances intéressantes avec les trains pour et depuis Lausanne en gare de Vevey principalement destinées aux pendulaires ; - sur la commune de Vevey, seul l'arrêt Vevey, gare est desservi ; - la ligne 209 ne circule pas le week-end. - Histoire : - La ligne 209 est née le 9 décembre 2017. - Grâce à un changement d'itinéraire, les arrêts La Tour-de-Peilz, Ile-Heureuse et La Tour-de-Peilz, Alpes ont été ajoutés à la ligne 209 le 13 décembre 2020. - Date de dernière mise à jour : 25 décembre 2024.                                                                                       |                                                                        |                                                                        |                                                                        |                                                                        |                                                                        |                                                                        |                                                                        |                                                                        |
| 209   | Dernière actualisation : — |                                                                        |                                                                        |                                                                        |                                                                        |                                                                        |                                                                        |                                                                        |                                                                        |
| 210   | Villeneuve VD, gare ⥋ Villeneuve VD, centres comm. | Villeneuve VD, gare ⥋ Villeneuve VD, centres comm.                     | Villeneuve VD, gare ⥋ Villeneuve VD, centres comm.                     | Villeneuve VD, gare ⥋ Villeneuve VD, centres comm.                     | Villeneuve VD, gare ⥋ Villeneuve VD, centres comm.                     | Villeneuve VD, gare ⥋ Villeneuve VD, centres comm.                     | Villeneuve VD, gare ⥋ Villeneuve VD, centres comm.                     | Villeneuve VD, gare ⥋ Villeneuve VD, centres comm.                     | Villeneuve VD, gare ⥋ Villeneuve VD, centres comm.                     |
| 210   | Ouverture / Fermeture 12 décembre 2012 / — | Longueur 2,8 km                                                        | Durée 10 min                                                           | Nb. d’arrêts 13                                                        | Matériel Citywide LF 10,9 m New A330N CNG                              | Jours de fonctionnement L, Ma, Me, J, V, S                             | Jour / Soir / Nuit / Fêtes O / N / N / N                               | Voy. / an 116 493                                                      | Exploitant VMCV                                                        |
| 210   | Desserte : - Localité et lieux desservis : Villeneuve VD (gare, zone industrielle, centres commerciaux). - Gare desservie : Villeneuve VD. |                                                                        |                                                                        |                                                                        |                                                                        |                                                                        |                                                                        |                                                                        |                                                                        |
| 210   | Autre : - Zone traversée : 77. - Amplitudes horaires : La ligne fonctionne du lundi au vendredi de 6 h 17 à 20 h 13 et les samedis de 6 h 17 à 19 h 13 (selon l'horaire 2023). - Particularité : la ligne 210 ne circule pas les dimanches et fêtes. - Histoire : La ligne 210 est née le 12 décembre 2012. - Date de dernière mise à jour : 25 décembre 2024. |                                                                        |                                                                        |                                                                        |                                                                        |                                                                        |                                                                        |                                                                        |                                                                        |
| 210   | Dernière actualisation : — |                                                                        |                                                                        |                                                                        |                                                                        |                                                                        |                                                                        |                                                                        |                                                                        |
| 211   | Vevey, gare ⥋ Corseaux, Gonelles | Vevey, gare ⥋ Corseaux, Gonelles                                       | Vevey, gare ⥋ Corseaux, Gonelles                                       | Vevey, gare ⥋ Corseaux, Gonelles                                       | Vevey, gare ⥋ Corseaux, Gonelles                                       | Vevey, gare ⥋ Corseaux, Gonelles                                       | Vevey, gare ⥋ Corseaux, Gonelles                                       | Vevey, gare ⥋ Corseaux, Gonelles                                       | Vevey, gare ⥋ Corseaux, Gonelles                                       |
| 211   | Ouverture / Fermeture 1969 / — | Longueur 4,1 km                                                        | Durée 14 min                                                           | Nb. d’arrêts 19                                                        | Matériel Citywide LF 10,9 m New A330N CNG                              | Jours de fonctionnement L, Ma, Me, J, V, S, D                          | Jour / Soir / Nuit / Fêtes O / O / N / O                               | Voy. / an 149 114                                                      | Exploitant VMCV                                                        |
| 211   | Desserte : - Localités et lieux desservis : Vevey (gare), Corsier-sur-Vevey (temple, Café de la Place), Corseaux. - Gares desservies : Vevey, Corseaux-Cornalles (depuis l'arrêt Corseaux, Cerisiers). |                                                                        |                                                                        |                                                                        |                                                                        |                                                                        |                                                                        |                                                                        |                                                                        |
| 211   | Autre : - Zone traversée : 70. - Amplitudes horaires : La ligne fonctionne du lundi au vendredi de 5 h 48 à 23 h 5, les samedis de 6 h 29 à 23 h 5 et les dimanches et fêtes de 7 h 29 à 20 h 36 (selon l'horaire 2023). - Particularités : - les lignes 211 et 212 sont exploitées en interlignage ; - à l'arrivée au terminus Corseaux, Gonelles, le véhicule continue immédiatement en direction de Vevey, gare (la temporisation est effectuée uniquement au terminus Vevey, gare) afin de permettre aux voyageurs de rester à bord. - Histoire : La ligne 211 portait le numéro 11 avant le 12 décembre 2010. - Date de dernière mise à jour : 25 décembre 2024. |                                                                        |                                                                        |                                                                        |                                                                        |                                                                        |                                                                        |                                                                        |                                                                        |
| 211   | Dernière actualisation : — |                                                                        |                                                                        |                                                                        |                                                                        |                                                                        |                                                                        |                                                                        |                                                                        |
| 212   | Vevey, gare ⥋ Corsier-sur-Vevey, Nant / Fenil-sur-Corsier, vieille rte | Vevey, gare ⥋ Corsier-sur-Vevey, Nant / Fenil-sur-Corsier, vieille rte | Vevey, gare ⥋ Corsier-sur-Vevey, Nant / Fenil-sur-Corsier, vieille rte | Vevey, gare ⥋ Corsier-sur-Vevey, Nant / Fenil-sur-Corsier, vieille rte | Vevey, gare ⥋ Corsier-sur-Vevey, Nant / Fenil-sur-Corsier, vieille rte | Vevey, gare ⥋ Corsier-sur-Vevey, Nant / Fenil-sur-Corsier, vieille rte | Vevey, gare ⥋ Corsier-sur-Vevey, Nant / Fenil-sur-Corsier, vieille rte | Vevey, gare ⥋ Corsier-sur-Vevey, Nant / Fenil-sur-Corsier, vieille rte | Vevey, gare ⥋ Corsier-sur-Vevey, Nant / Fenil-sur-Corsier, vieille rte |
| 212   | Ouverture / Fermeture 1969 / — | Longueur 6,8 km                                                        | Durée 13 min                                                           | Nb. d’arrêts 16                                                        | Matériel Citywide LF 10,9 m New A330N CNG                              | Jours de fonctionnement L, Ma, Me, J, V, S, D                          | Jour / Soir / Nuit / Fêtes O / O / N / O                               | Voy. / an 301 986                                                      | Exploitant VMCV                                                        |
| 212   | Desserte : - Localités et lieux desservis : Vevey (gare, funiculaire), Corsier-sur-Vevey (temple, Café de la Place, hôpital de Nant, Chaplin's World), Fenil-sur-Corsier (pont, zone industrielle, déchèterie). - Gare desservie : Vevey. |                                                                        |                                                                        |                                                                        |                                                                        |                                                                        |                                                                        |                                                                        |                                                                        |
| 212   | Autre : - Zones traversées : 70, 72. - Amplitudes horaires : La ligne fonctionne du lundi au vendredi de 5 h 38 à 22 h 36, les samedis de 6 h 40 à 20 h 11 et les dimanches et fêtes de 6 h 49 à 20 h 9 (selon l'horaire 2023). - Particularités : - les lignes 211 et 212 sont exploitées en interlignage ; - la branche de Corsier-sur-Vevey, Nant est desservie de manière sporadique ; - certaines courses ne circulent que jusqu'à Fenil-sur-Corsier, Pont. - Histoire : La ligne 212 portait le numéro 12 avant le 12 décembre 2010. - Date de dernière mise à jour : 25 décembre 2024. |                                                                        |                                                                        |                                                                        |                                                                        |                                                                        |                                                                        |                                                                        |                                                                        |
| 212   | Dernière actualisation : — |                                                                        |                                                                        |                                                                        |                                                                        |                                                                        |                                                                        |                                                                        |                                                                        |
| 215   | Vevey, Marché ⥋ St-Légier, collège La Chiésaz | Vevey, Marché ⥋ St-Légier, collège La Chiésaz                          | Vevey, Marché ⥋ St-Légier, collège La Chiésaz                          | Vevey, Marché ⥋ St-Légier, collège La Chiésaz                          | Vevey, Marché ⥋ St-Légier, collège La Chiésaz                          | Vevey, Marché ⥋ St-Légier, collège La Chiésaz                          | Vevey, Marché ⥋ St-Légier, collège La Chiésaz                          | Vevey, Marché ⥋ St-Légier, collège La Chiésaz                          | Vevey, Marché ⥋ St-Légier, collège La Chiésaz                          |
| 215   | Ouverture / Fermeture 11 décembre 2016 / — | Longueur 6,5 km                                                        | Durée 20 min                                                           | Nb. d’arrêts 16                                                        | Matériel Citywide LF 10,9 m New A330N CNG                              | Jours de fonctionnement L, Ma, Me, J, V, S                             | Jour / Soir / Nuit / Fêtes O / N / N / N                               | Voy. / an 187 926                                                      | Exploitant VMCV                                                        |
| 215   | Desserte : - Localités et lieux desservis : Vevey (Place du Marché, gare), St-Légier (zone industrielle de la Veyre, village). - Gares desservies : Vevey, Gilamont, St-Légier-Village. |                                                                        |                                                                        |                                                                        |                                                                        |                                                                        |                                                                        |                                                                        |                                                                        |
| 215   | Autre : - Zones traversées : 70, 72. - Amplitudes horaires : La ligne fonctionne du lundi au vendredi de 6 h 3 à 21 h 1 et les samedis de 7 h 10 à 18 h 53 (selon l'horaire 2023). - Particularité : la ligne 215 ne circule pas les dimanches et fêtes. - Histoire : - La ligne 215 est née le 11 décembre 2016. - La ligne 215 a été prolongée jusqu'à Vevey, Marché le 12 décembre 2021. - Date de dernière mise à jour : 25 décembre 2024. |                                                                        |                                                                        |                                                                        |                                                                        |                                                                        |                                                                        |                                                                        |                                                                        |
| 215   | Dernière actualisation : — |                                                                        |                                                                        |                                                                        |                                                                        |                                                                        |                                                                        |                                                                        |                                                                        |

#### Lignes d'autobus régionales
| Ligne | Caractéristiques | Caractéristiques                    | Caractéristiques                    | Caractéristiques                    | Caractéristiques                                    | Caractéristiques                              | Caractéristiques                         | Caractéristiques                    | Caractéristiques                                    |
| 213   | Vevey, gare ⥋ Châtel-St-Denis, gare | Vevey, gare ⥋ Châtel-St-Denis, gare | Vevey, gare ⥋ Châtel-St-Denis, gare | Vevey, gare ⥋ Châtel-St-Denis, gare | Vevey, gare ⥋ Châtel-St-Denis, gare                 | Vevey, gare ⥋ Châtel-St-Denis, gare           | Vevey, gare ⥋ Châtel-St-Denis, gare      | Vevey, gare ⥋ Châtel-St-Denis, gare | Vevey, gare ⥋ Châtel-St-Denis, gare                 |
| ----- | --- | ----------------------------------- | ----------------------------------- | ----------------------------------- | --------------------------------------------------- | --------------------------------------------- | ---------------------------------------- | ----------------------------------- | --------------------------------------------------- |
| 213   | Ouverture / Fermeture 1969 / — | Longueur 14,1 km                    | Durée 32 min                        | Nb. d’arrêts 20                     | Matériel Citywide LFA Mercedes-Benz Citaro GÜ (TPF) | Jours de fonctionnement L, Ma, Me, J, V, S, D | Jour / Soir / Nuit / Fêtes O / O / O / O | Voy. / an 464 378                   | Exploitants VMCV TPF (Garage de Châtel-Saint-Denis) |
| 213   | Desserte : - Localités et lieux desservis : Vevey (gare, funiculaire), Corseaux, Corsier-sur-Vevey, Chardonne, Jongny, Monts-de-Corsier, Châtel-St-Denis (gare). - Gares desservies : Vevey, Vevey-Funi, Châtel-St-Denis. |                                     |                                     |                                     |                                                     |                                               |                                          |                                     |                                                     |
| 213   | Autre : - Zones traversées : 70, 72, 160. - Amplitudes horaires : La ligne fonctionne du lundi au jeudi de 5 h 36 à 1 h 10, les vendredis de 5 h 36 à 2 h 45, les samedis de 5 h 47 à 2 h 45 et les dimanches et fêtes de 6 h 41 à 0 h 17 (selon l'horaire 2023). - Particularité : l'exploitation de cette ligne est partiellement sous-traitée aux Transports publics fribourgeois. - Histoire : - La ligne 213 portait le numéro 13 avant le 12 décembre 2010. - La ligne 213 a été prolongée jusqu'à la nouvelle gare de Châtel-Saint-Denis le 1er décembre 2019. - Les lignes 213, 216 ont connu un important développement le 11 décembre 2022. - Date de dernière mise à jour : 25 décembre 2024.                                           |                                     |                                     |                                     |                                                     |                                               |                                          |                                     |                                                     |
| 213   | Dernière actualisation : — |                                     |                                     |                                     |                                                     |                                               |                                          |                                     |                                                     |
| 216   | Vevey, gare ⥋ Bossonnens, gare | Vevey, gare ⥋ Bossonnens, gare      | Vevey, gare ⥋ Bossonnens, gare      | Vevey, gare ⥋ Bossonnens, gare      | Vevey, gare ⥋ Bossonnens, gare                      | Vevey, gare ⥋ Bossonnens, gare                | Vevey, gare ⥋ Bossonnens, gare           | Vevey, gare ⥋ Bossonnens, gare      | Vevey, gare ⥋ Bossonnens, gare                      |
| 216   | Ouverture / Fermeture 9 décembre 2017 / — | Longueur 12,8 km                    | Durée 28 min                        | Nb. d’arrêts 19                     | Matériel Citywide LFA Mercedes-Benz Citaro GÜ (TPF) | Jours de fonctionnement L, Ma, Me, J, V, S, D | Jour / Soir / Nuit / Fêtes O / O / O / O | Voy. / an 200 725                   | Exploitants VMCV TPF (Garage de Châtel-Saint-Denis) |
| 216   | Desserte : - Localités et lieux desservis : Vevey (gare, funiculaire), Corseaux, Corsier-sur-Vevey, Chardonne, Jongny, Monts-de-Corsier, Attalens, Bossonnens (gare). - Gares desservies : Vevey, Vevey-Funi, Bossonnens. |                                     |                                     |                                     |                                                     |                                               |                                          |                                     |                                                     |
| 216   | Autre : - Zones traversées : 70, 72, 79. - Amplitudes horaires : La ligne fonctionne du lundi au jeudi de 5 h 40 à 23 h 27, les vendredis de 5 h 40 à 3 h 46, les samedis de 6 h 1 à 3 h 46 et les dimanches et fêtes de 7 h 1 à 22 h 57 (selon l'horaire 2023). - Particularités : - l'exploitation de cette ligne est partiellement sous-traitée aux Transports publics fribourgeois ; - aux heures de pointe, certaines courses ne circulent qu'entre Bossonnens, gare et Attalens, village. - Histoire : - La ligne 216 est née de la scission de la branche Bossonnens de la ligne 213 le 9 décembre 2017. - Les lignes 213, 216 ont connu un important développement le 11 décembre 2022. - Date de dernière mise à jour : 25 décembre 2024. |                                     |                                     |                                     |                                                     |                                               |                                          |                                     |                                                     |
| 216   | Dernière actualisation : — |                                     |                                     |                                     |                                                     |                                               |                                          |                                     |                                                     |
| 217   | Vevey, gare ⥋ Palézieux, gare | Vevey, gare ⥋ Palézieux, gare       | Vevey, gare ⥋ Palézieux, gare       | Vevey, gare ⥋ Palézieux, gare       | Vevey, gare ⥋ Palézieux, gare                       | Vevey, gare ⥋ Palézieux, gare                 | Vevey, gare ⥋ Palézieux, gare            | Vevey, gare ⥋ Palézieux, gare       | Vevey, gare ⥋ Palézieux, gare                       |
| 217   | Ouverture / Fermeture 11 décembre 2022 / — | Longueur 15,1 km                    | Durée 36 min                        | Nb. d’arrêts 21                     | Matériel Citywide LFA Mercedes-Benz Citaro GÜ (TPF) | Jours de fonctionnement L, Ma, Me, J, V, S, D | Jour / Soir / Nuit / Fêtes O / O / N / O | Voy. / an 346 226                   | Exploitants VMCV TPF (Garage de Châtel-Saint-Denis) |
| 217   | Desserte : - Localités et lieux desservis : Vevey (gare, funiculaire), Corseaux, Corsier-sur-Vevey, Chardonne, Jongny, Monts-de-Corsier, Attalens, Granges, Palézieux (gare). - Gares desservies : Vevey, Vevey-Funi, Palézieux. |                                     |                                     |                                     |                                                     |                                               |                                          |                                     |                                                     |
| 217   | Autre : - Zones traversées : 70, 72, 79, 63. - Amplitudes horaires : La ligne fonctionne du lundi au vendredi de 5 h 19 à 0 h 40, les samedis de 5 h 21 à 0 h 40 et les dimanches et fêtes de 6 h 21 à 23 h 37 (selon l'horaire 2023). - Particularité : l'exploitation de cette ligne est partiellement sous-traitée aux Transports publics fribourgeois. - Histoire : La ligne 217 est née le 11 décembre 2022. - Date de dernière mise à jour : 25 décembre 2024. |                                     |                                     |                                     |                                                     |                                               |                                          |                                     |                                                     |
| 217   | Dernière actualisation : — |                                     |                                     |                                     |                                                     |                                               |                                          |                                     |                                                     |

#### Lignes d'autobus nocturnes
Outre les lignes 213 et 216, qui proposent des courses nocturnes, le réseau VMCV comporte deux lignes exclusivement nocturnes : celles-ci sont désignées N290 et N291.
| Ligne | Caractéristiques | Caractéristiques                         | Caractéristiques                         | Caractéristiques                         | Caractéristiques                          | Caractéristiques                         | Caractéristiques                         | Caractéristiques                         | Caractéristiques                         |
| N290  | Vevey, funiculaire ⥋ Villeneuve VD, gare | Vevey, funiculaire ⥋ Villeneuve VD, gare | Vevey, funiculaire ⥋ Villeneuve VD, gare | Vevey, funiculaire ⥋ Villeneuve VD, gare | Vevey, funiculaire ⥋ Villeneuve VD, gare  | Vevey, funiculaire ⥋ Villeneuve VD, gare | Vevey, funiculaire ⥋ Villeneuve VD, gare | Vevey, funiculaire ⥋ Villeneuve VD, gare | Vevey, funiculaire ⥋ Villeneuve VD, gare |
| ----- | --- | ---------------------------------------- | ---------------------------------------- | ---------------------------------------- | ----------------------------------------- | ---------------------------------------- | ---------------------------------------- | ---------------------------------------- | ---------------------------------------- |
| N290  | Ouverture / Fermeture 1998 / — | Longueur —                               | Durée 38 min                             | Nb. d’arrêts 40                          | Matériel Citywide LF 12 m New A300        | Jours de fonctionnement V, S             | Jour / Soir / Nuit / Fêtes N / N / O / O | Voy. / an 7 454                          | Exploitant VMCV                          |
| N290  | Desserte : - Localités et lieux desservis : Vevey (funiculaire, gare, vieille ville, lieu dit Entre-Deux-Villes), La Tour-de-Peilz (château, gymnase de Burier), Clarens, Montreux (2m2c, marché couvert, statue de Freddie Mercury), Territet (gare, funiculaire), Veytaux (gare, Château de Chillon), Villeneuve (gare). - Gares desservies : Vevey-Funi, Vevey, La Tour-de-Peilz (depuis l'arrêt La Tour-de-Peilz, centre), Burier (depuis l'arrêt La Tour-de-Peilz, Burier), Clarens (depuis l'arrêt Clarens, Gambetta), Montreux (depuis l'arrêt Montreux, Escaliers de la Gare), Territet, Veytaux-Chillon, Villeneuve VD.                                                      |                                          |                                          |                                          |                                           |                                          |                                          |                                          |                                          |
| N290  | Autre : - Zones traversées : 70, 73, 77. - Période de circulation : La ligne fonctionne les nuits du vendredi au samedi, du samedi au dimanche, ainsi que les nuits précédant les jours fériés. - Particularités : - le tronçon entre Vevey, funiculaire et Vevey, gare n'est desservi qu'en direction de Villeneuve VD, gare ; - certaines courses sont limitées à Montreux, casino. - Histoire : - Jusqu'en 2020, cette ligne était désignée comme ligne 201 Petit-Prince. - Depuis le 11 décembre 2022, le tarif spécial de 5 francs a été abandonné au profit de la tarification ordinaire (Mobilis et service direct suisse). - Date de dernière mise à jour : 25 décembre 2024. |                                          |                                          |                                          |                                           |                                          |                                          |                                          |                                          |
| N290  | Dernière actualisation : — |                                          |                                          |                                          |                                           |                                          |                                          |                                          |                                          |
| N291  | Montreux, casino ⥋ Vevey, gare | Montreux, casino ⥋ Vevey, gare           | Montreux, casino ⥋ Vevey, gare           | Montreux, casino ⥋ Vevey, gare           | Montreux, casino ⥋ Vevey, gare            | Montreux, casino ⥋ Vevey, gare           | Montreux, casino ⥋ Vevey, gare           | Montreux, casino ⥋ Vevey, gare           | Montreux, casino ⥋ Vevey, gare           |
| N291  | Ouverture / Fermeture 1998 / — | Longueur —                               | Durée 49 min                             | Nb. d’arrêts 41                          | Matériel Citywide LF 10,9 m New A330N CNG | Jours de fonctionnement V, S             | Jour / Soir / Nuit / Fêtes N / N / O / O | Voy. / an 3 620                          | Exploitant VMCV                          |
| N291  | Desserte : - Localités et lieux desservis : Montreux (statue de Freddie Mercury, marché couvert, 2m2c), Clarens (gare), Chailly-Montreux (stade de la Saussaz), Fontanivent (gare), Chernex, Brent, Blonay (gare), St-Légier (village), Corsier-sur-Vevey (temple, Café de la Place), Corseaux, Vevey (gare). - Gares desservies : Montreux (depuis l'arrêt Montreux, Escaliers de la Gare), Clarens, Fontanivent, Blonay, Vevey. |                                          |                                          |                                          |                                           |                                          |                                          |                                          |                                          |
| N291  | Autre : - Zones traversées : 70, 72, 73, 74. - Période de circulation : La ligne fonctionne les nuits du vendredi au samedi, du samedi au dimanche, ainsi que les nuits précédant les jours fériés. - Particularité : certaines arrêts ne sont desservis que pour laisser descendre. - Histoire : depuis le 11 décembre 2022, le tarif spécial de 5 francs a été abandonné au profit de la tarification ordinaire (Mobilis et service direct suisse). - Date de dernière mise à jour : 25 décembre 2024. |                                          |                                          |                                          |                                           |                                          |                                          |                                          |                                          |
| N291  | Dernière actualisation : — |                                          |                                          |                                          |                                           |                                          |                                          |                                          |                                          |

### Correspondances

#### Entre lignes de bus
La ligne principale du réseau est la ligne de trolleybus 201, qui est la ligne la plus fréquentée et qui relie toutes les autres lignes des VMCV en plusieurs points de correspondances, dont les principaux sont les suivants :
Vevey, gare
201 202 209 211 212 213 215 216 217 N290 N291
La Tour-de-Peilz, centre
201 203 207 208 N290
Clarens, Gambetta
201 204 N290 N291
Montreux, casino
201 204 205 206 N290 N291
Villeneuve VD, gare
111 120 121 201 210 N290
Il existe aussi d'autres points de correspondances importants entre lignes de bus n'impliquant pas la ligne 201 :
Chailly-Montreux, Chailly P+R
204 207 208
Monts-de-Corsier, La Chaux
213 216 217
Châtel-St-Denis, gare
213 492
Attalens, village
216 217 481
Palézieux, gare
217 381 382 385 472 473 481

#### Ferroviaires
Le réseau offre plusieurs correspondances avec le réseau ferroviaire suisse :
Vevey, funiculaire
Vevey-Funi : R7 Funiculaire Vevey – Chardonne – Mont Pèlerin
Vevey, gare
Vevey : 90    R3 R4 R7
La Tour-de-Peilz, centre
La Tour-de-Peilz : R3 R4
La Tour-de-Peilz, Burier
Burier : R3 R4
Clarens, Gambetta et Clarens, gare
Clarens : R3 R4
Montreux, gare et Montreux, Escaliers de la Gare
Montreux :   90     R3 R4
Territet, gare
Territet : R3 Funiculaire Territet – Glion
Veytaux, gare
Veytaux-Chillon : R3 ( de mi-avril à début septembre)
Villeneuve VD, gare
Villeneuve VD :  R3 R4
Montreux, Les Planches
Montreux-Les Planches : 
Montreux, Vuarennes
Vuarennes : 
Fontanivent, gare
Fontanivent :  
Blonay, gare
Blonay : 
St-Légier, village
St-Légier-Village : 
Corseaux, Cerisiers
Corseaux-Cornalles : R7
Châtel-St-Denis, gare
Châtel-St-Denis : S50 S51
Bossonnens, gare
Bossonnens : S50 S51
Palézieux, gare
Palézieux : 15  R5 R6 R8 R9 S50 S51

## Matériel roulant[14]
- 16 trolleybus articulés VanHool Exquicity mis en service en 2020 (nos 801-816)[15] ;
- 6 autobus Scania Citywide 10,9 m mis en service en 2018 et 2019 (nos 411-416)[16] ;
- 6 autobus Scania Citywide GNC 10,9 m au gaz naturel mis en service en 2023 (nos 417-422)
- 10 autobus Scania Citywide 12 m mis en service en 2018 et 2019 (nos 501-510)[16] ;
- 6 autobus articulés Scania Citywide 18 m mis en service en 2018 et 2022 (nos 701-706)[17] ;
- 4 autobus Van Hool New A300 12 m mis en service en 2004 (nos 80, 81, 83, 91)[18] ;
- 6 autobus Van Hool New A330N 12 m au gaz naturel mis en service en 2010 (nos 402-405, 409, 410)[19]

## Exploitation

### Dépôt
Tous les véhicules VMCV sont remisés au dépôt-atelier de Clarens, où se situent également les locaux administratifs de l'entreprise, ainsi que le Centre d'Exploitation. Il s'agit du dépôt historique de l'entreprise, celui-ci ayant connu tous ses véhicules depuis la création du tramway VMC en 1888.
Le dépôt peut être décomposé en deux parties :
- La partie basse, donnant sur la Rue du Lac, est constituée de la remise sous laquelle sont entreposés les véhicules lorsqu'ils ne sont pas en circulation, de pompes à carburant ainsi que de quelques installations de maintenance légère.
- La partie haute, donnant sur la Rue Jean-Jacques Rousseau, est constituée des ateliers pour la maintenance lourde ainsi que du tunnel de peinture.

### Système d'aide à l'exploitation et à l'information voyageurs
Depuis le 9 mars 2022, les VMCV utilisent le système d'aide à l'exploitation et à l'information voyageurs Navineo de l'entreprise française Ineo Systrans, filiale du groupe Equans. Le système d'information voyageurs est fourni par l'entreprise vaudoise GateMedia.
À chaque arrêt du réseau, un QR-Code permet de consulter les horaires de passage des prochains véhicules en temps réel.

### Sous-traitance
Jusqu'au 10 décembre 2022, l'exploitation de la ligne 213 était entièrement sous-traitée aux TPF, dont les véhicules étaient remisés au garage de Châtel-Saint-Denis. La régulation du trafic de cette ligne était assurée par le Centre d'Exploitation TPF à Givisiez.
Depuis le 11 décembre 2022, l'exploitation des lignes 213, 216 et 217 est partagée entre VMCV et TPF qui agit en sous-traitance, et la régulation du trafic est assurée par le Centre d'Exploitation VMCV à Clarens.

## Tarification
Depuis le 12 décembre 2010, les VMCV sont entrés dans la communauté tarifaire vaudoise Mobilis.
L'ensemble des titres s'y appliquent et le réseau est découpé en huit zones tarifaires (63, 70, 72, 73, 74, 77, 79 et 160). Un billet unitaire une zone plein tarif coûte 3 CHF et est valable une heure, pour parcourir la ligne 201 de bout en bout il faut traverser trois zones et acheter un billet qui coûte 5,60 CHF et est valable deux heures. La ligne 217, quant à elle, traverse quatre zones : pour effectuer son parcours complet, il faut acheter un billet qui coûte 7,40 CHF. Aucune ligne n'est située sur plus de quatre zones.
Sur la ligne 216 entre Attalens et Bossonnens ainsi que sur la ligne 217 entre Attalens et Palézieux, les titres de transport de la communauté tarifaire fribourgeoise Frimobil sont également valables.
Les titres de transports nationaux tels que l'Abonnement Général, l'abonnement demi-tarif, l'AG night ou les billets nationaux sont également valables sur les lignes VMCV. Les abonnements nationaux et Mobilis sont émis sur le SwissPass depuis le printemps 2017.